# Colstrip
Colstrip est une ville américaine située dans le comté de Rosebud, dans le Montana.
Selon le recensement de 2010, elle compte 2 214 habitants. La municipalité s'étend sur 4,47 milles carrés (11,58 km2), exclusivement des terres.
Colstrip est une ville minière. Elle se développe particulièrement dans les années 1970 grâce à sa centrale à charbon, qui alimente notamment en électricité les États de Washington et de l'Oregon. En 2016, près de 80 % des foyers de la ville dépendent financièrement de la centrale à charbon de la ville ou de la mine Rosebud, à proximité.